# Kościół Najświętszej Maryi Panny Królowej Rodzin w Ostrołęce
Kościół Najświętszej Maryi Panny Królowej Rodzin w Ostrołęce – rzymskokatolicki kościół parafialny należący do parafii pod tym samym wezwaniem (dekanat Ostrołęka – św. Antoniego diecezji łomżyńskiej). Znajduje się w ostrołęckiej dzielnicy Kaczyny-Wypychy.
Budowa świątyni została rozpoczęta w 2000 roku dzięki staraniom księdza proboszcza Janusza Tyszki. Kościół został pobłogosławiony w dniu 19 czerwca 2003 roku przez biskupa łomżyńskiego Stanisława Stefanka.